# Teodoro Ribera
Teodoro Javier Ribera Neumann (Temuco, 25 de mayo de 1958) es un abogado constitucionalista, académico y político chileno, miembro de Renovación Nacional (RN). Se desempeñó como ministro de Estado, bajo los dos gobiernos del presidente Sebastián Piñera.
Entre 1990 y 1998, ejerció durante dos periodos consecutivos, como diputado de la República en representación del antiguo distrito n.º 51. Posteriormente, se desempeñó como ministro de Justicia bajo el primer gobierno del presidente Sebastián Piñera entre 2011 y 2012. Paralelamente, fue rector de la Universidad Autónoma de Chile en dos periodos: 1998-2011 y 2015-2019. El 13 de junio de 2019 fue nombrado ministro de Relaciones Exteriores en el marco del segundo gobierno de Sebastián Piñera, sucediendo a Roberto Ampuero; cargo que fungió hasta el 28 de julio de 2020.

## Carrera académica y jurídica
Hijo del político conservador Teodoro Ribera Beneit, quién fuera candidato a diputado por Cautín en las elecciones de 1965, y de Edith Neumann Rodríguez. Se casó con la abogada María Loreto Concha Valderrama en 1984.
Cursó sus estudios primarios y secundarios en el Colegio Alemán de Temuco. Posteriormente estudió derecho en la Universidad de Chile, en donde fue líder de los sectores estudiantiles nacionalistas que seguían al profesor Pablo Rodríguez Grez (exlider del Frente Nacionalista Patria y Libertad). Ribera obtuvo luego una beca y cursó los estudios de doctorado en la Universidad Julius Maximilian de Wurzburgo, Alemania, donde obtuvo el grado de doctor iuris utriusque con la calificación magna cum laude, tras lo cual se desempeñó como profesor de Derecho Internacional Público de la Pontificia Universidad Católica de Chile y del Instituto de Ciencia Política de la Universidad de Chile.
En 1998 fue nombrado rector de la Universidad Autónoma de Chile. y, por concurso de antecedentes y oposición, se convirtió en profesor de Derecho Constitucional de la Facultad de Derecho de la Universidad de Chile. En el año 2006 fue nombrado primer abogado integrante del Tribunal Constitucional., cargo que ejerció hasta 2009.
En julio de 2011, y tras 13 años como rector de la Universidad Autónoma de Chile, renunció al cargo para asumir como ministro de Justicia. En su gestión como rector de la Universidad Autónoma de Chile, logró expandir el proyecto desde Temuco a Talca y Santiago, convirtiéndolo en el único proyecto nacido en regiones que cuenta con alcance nacional y que mantiene su casa central en una región distinta a la Metropolitana.  El año 2015 retomó sus labores como rector, hasta junio de 2019. En septiembre de 2020, asume por tercera vez el cargo de rector.
Actualmente, es profesor adjunto de la Facultad de Derecho de la Universidad de Chile y profesor de la Universidad Autónoma de Chile.
Ribera es autor de diversas publicaciones académicas sobre derecho internacional y constitucional en Chile, Alemania, Rumania, Perú, Paraguay y Argentina.

## Carrera política
En 1986, tras realizar su doctorado en Alemania y obtener el grado de doctor iris utriusque, asesoró al entonces ministro del Interior, Ricardo García, en la elaboración de las leyes de partidos políticos y sobre Votaciones Populares y Escrutinios. En el año 1987, regresó a Alemania como Asesor Jurídico de la Embajada de Chile en Bonn, cargo que desempeñó hasta julio de 1988. Fruto de su aporte a las relaciones chileno-alemanas, fue condecorado por el gobierno alemán.

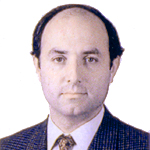
Fotografía oficial de Ribera como diputado.

En 1989 se incorporó al partido Renovación Nacional (RN) y en 1990 fue elegido diputado por el distrito N.° 51. Fue reelegido en las elecciones parlamentarias de 1993 para el siguiente período, de 1994 a 1998. En su labor, se incorpora a las importantes Comisiones de Constitución, Legislación y Justicia y de Relaciones Exteriores, Asuntos Interparlamentarios e Integración Latinoamericana durante todo su ejercicio parlamentario (1990-1998). Además, fue miembro de las Comisiones Especiales de Pueblos Indígenas y de Igualdad de Cultos en Chile. Le correspondió representar a Chile ante la Organización Parlamentaria Mundial (OPM) y ejerció igualmente la presidencia del Grupo Parlamentario Binacional chileno-rumano y vicepresidente del chileno-alemán. Fue vicepresidente de la Cámara entre 14 de marzo de 1995 y 19 de marzo de 1996, siendo así el segundo parlamentario de la centroderecha y de RN en ejercer este cargo.
En la elección parlamentaria de 1997, y no obstante obtener la segunda mayoría relativa en su distrito, perdió el cargo por la aplicación del sistema binominal, eligiéndose en su lugar a la tercera mayoría, el diputado del PPD, Eugenio Tuma Zedán.
Luego de dejar la actividad parlamentaria, fue nombrado por el Senado, a proposición del Presidente de la República Ricardo Lagos, para integrar el Directorio de Televisión Nacional (TVN), labor que desempeñó hasta 2003. Además, fue miembro del Consejo Asesor de Política Exterior del Ministerio de Relaciones Exteriores en el gobierno de la presidenta Michelle Bachelet. Estas circunstancias constatan un reconocimiento transversal a su calidad personal y a su saber jurídico.
En paralelo a su vida académica y profesional, Ribera ha mantenido una estrecha relación con Renovación Nacional (RN), siendo miembro del Tribunal Supremo como director del Centro de Pensamiento del mismo, el Instituto Libertad e integrante de la comisión política. Así es como para las elecciones presidenciales de 2005 y 2009, le correspondió ser el encargado del comité de campaña que redactó el programa internacional del candidato Sebastián Piñera, por lo que la prensa lo daba como seguro Canciller. Sin embargo, no ingresó al Gabinete. Con fecha 9 de julio de 2010, mediante Decreto 098, el presidente de la República, Sebastián Piñera, lo nombró presidente del Consejo de Auditoría Interna General del Gobierno, el que desempeñó en forma ad honorem. 
El 18 de julio de 2011, fue nombrado ministro de Justicia, reemplazando a Felipe Bulnes, en un momento político caracterizado por importantes cuestionamientos al gobierno y por la baja popularidad del mismo. Durante el ejercicio de su cargo tuvo una activa y relevante labor en el campo legislativo y de mejoramiento de las condiciones de vida de los gendarmes y presos en las cárceles chilenas. Ribera aprovechó sus amplias redes de contacto para acelerar la agenda legislativa, logrando acuerdos transversales.
Impulsó y puso en práctica una ley que permitió la repatriación de casi mil condenados extranjeros a sus respectivos países, luego de cumplir un tiempo de la condena en Chile y con la prohibición de retorno. Apoyó resueltamente el fortalecimiento y la modernización de Gendarmería de Chile (GENCHI), la construcción de nuevos penales en Copiapó (Los Arenales), Talca (La Laguna) como la transformación del penal de San Miguel en Santiago en una cárcel femenina. Un hito relevante en la materia fue su decisión de fortalecer y trasladar la Escuela de Gendarmería de Chile a la ciudad de Traiguén, modernizando sus planes y programas de estudio.
Trabajó igualmente en el desarrollo de la ley que crea penas sustitutivas a la privación de libertad; la Ley que flexibilizó la destinación de los jueces; un mejor acceso a la justicia a través de la creación de tribunales vecinales; creación del “Registro de Inhabilidades para condenados por delitos sexuales contra menores”. Quedan ingresados al Congreso Nacional, además, el nuevo Código de Procedimiento Civil, la Ley que reforma y moderniza el sistema notarial y registral en Chile, el proyecto de Ley que crea la Subsecretaría de Derechos Humanos, el proyecto de Ley que divide el Sename, entre otras iniciativas.
El 17 de diciembre de 2012, y luego de una semana de ataques personales por haber recibido correos electrónicos del entonces presidente de la CNA en su calidad de rector, quien fue formalizado por cohecho junto a otras instituciones de educación superior, presentó su renuncia a su cargo de ministro, debido a acusaciones que fueron catalogadas por él como "infundadas" y a la imposibilidad de defenderse personalmente dado su cargo ministerial.
El 13 de junio de 2019, asumió como Ministro de Relaciones Exteriores del gobierno de Chile bajo el Segundo gobierno de Sebastián Piñera. Luego de 13 meses en el cargo, el 28 de julio de 2020, luego de que su labor fuera criticada por las tensas relaciones con el Gobierno de Alberto Fernández en Argentina, y también por el anuncio de cierre de embajadas de Chile en diferentes países medida que luego fue revertida, es anunciada su salida del Ministerio, siendo reemplazado por Andrés Allamand.
El 25 de enero de 2023 fue designado por el Senado como uno de los integrantes de la Comisión Experta, la cual está encargada de redactar un anteproyecto de texto constitucional que será debatido por el Consejo Constitucional como parte del proceso constituyente.

## Historial electoral

### Elecciones parlamentarias de 1989
- Elecciones parlamentarias de 1989, candidato a diputado por el distrito 51 (Carahue, Freire, Nueva Imperial, Pitrufquén, Saavedra y Teodoro Schmidt)[16]

### Elecciones parlamentarias de 1993
- Elecciones parlamentarias de 1993, candidato a diputado por el distrito 51 (Carahue, Freire, Nueva Imperial, Pitrufquén, Saavedra y Teodoro Schmidt)[17]

### Elecciones parlamentarias de 1997
- Elecciones parlamentarias de 1997, candidato a diputado por el distrito 51 (Carahue, Freire, Nueva Imperial, Pitrufquén, Saavedra y Teodoro Schmidt)[18]